# Asperula rupicola
Asperula rupicola är en måreväxtart som beskrevs av Claude Thomas Alexis Jordan. Asperula rupicola ingår i släktet färgmåror, och familjen måreväxter. Inga underarter finns listade i Catalogue of Life.